# Diecezja Hanyang
Diecezja Hanyang (łac. Dioecesis Haniamensis, chiń. 天主教汉阳教区) – rzymskokatolicka diecezja ze stolicą w Hanyang, dzielnicy miasta Wuhan, w prowincji Hubei, w Chińskiej Republice Ludowej. Biskupstwo jest sufraganią archidiecezji Hankou.

## Historia
12 grudnia 1923 papież Pius XI brewe Quo christiani erygował prefekturę apostolską Hanyang. Dotychczas wierni z tych terenów należeli do wikariatu apostolskiego Wschodniego Hubei (obecnie archidiecezja Hankou). 14 lipca 1927 podniesiono ją do rangi wikariatu apostolskiego.
W wyniku reorganizacji chińskich struktur kościelnych dokonanych przez Piusa XII 11 kwietnia 1946 wikariat apostolski Hanyang został podniesiony do rangi diecezji.
Z 1949 pochodzą ostatnie pełne, oficjalne kościelne statystyki. Diecezja Hanyang liczyła wtedy:
- 55 000 wiernych (1,4% społeczeństwa)
- 4 kapłanów (wszyscy diecezjalni)
- 11 sióstr zakonnych.

Od zwycięstwa komunistów w chińskiej wojnie domowej w 1949 diecezja, podobnie jak cały prześladowany Kościół katolicki w Chinach, nie może normalnie działać. Jednak zabójstwa księży dokonywane z rąk komunistów w diecezji Hanyang zdarzały się już w latach 30.. Bp Edward John Galvin SSCME został wydalony z komunistycznych Chin 17 września 1952. 
W 1959 Patriotyczne Stowarzyszenie Katolików Chińskich mianowało swoim ordynariuszem w Hanyangu ks. Anthoniego Tu Shihua OFM. Przyjął on sakrę biskupią bez zgody papieża, czym zaciągnął na siebie ekskomunikę latae sententiae. Od lat 80. mieszkał w Pekinie, gdzie był zastępcą rektora seminarium, a później pracował w centrali Patriotycznego Stowarzyszenia Katolików Chińskich. Zmarł w 2017 do końca życia będąc antybiskupem Hanyangu.
W 1986 w Kościele podziemnym biskupem Hanyangu został Peter Zhang Bairen. Był on wyświęconym w 1942 kapłanem, który nigdy nie wyrzekł się posłuszeństwa papieżowi, za co lata 1955 - 1979 spędził w obozach pracy przymusowej. Nie był on uznany przez rząd w Pekinie, ale mógł wykonywać posługę biskupią. Uważany był za jednego z wpływowych liderów Kościoła podziemnego. Zmarł w 2005. Po jego śmierci administratorem diecezji został ks. Chen Tianhuai.
W 2000 Patriotyczne Stowarzyszenie Katolików Chińskich połączyło diecezję Hanyang z archidiecezją Hankou i diecezją Wuchang tworząc diecezję Wuhan. Zostało to dokonane bez mandatu Stolicy Świętej, więc z kościelnego punktu widzenia działania te były nielegalne i nieważne.

## Ordynariusze
- Edward John Galvin SSCME (1924 – 1956) de facto wydalony z kraju w 1952, nie miał po tym czasie realnej władzy w diecezji
- sede vacante (być może urząd sprawował biskup(i) Kościoła podziemnego) (1956 – 1986)
- Peter Zhang Bairen (1986 – 2005)
- sede vacante (2005 - nadal)
  - ks. Chen Tianhuai (2005 - nadal) administrator

### Antybiskup
Ordynariusz mianowany przez Patriotyczne Stowarzyszenie Katolików Chińskich nieposiadający mandatu papieskiego:
- Anthony Shihua Tu (1959 - 2017) od 2001 także antybiskup Puqi